# Fulvetta de Hodgson
Fulvetta vinipectus
Espèce
Statut de conservation UICN

 LC  : Préoccupation mineure
La Fulvetta de Hodgson (Fulvetta vinipectus), anciennement connu en tant qu'Alcippe de Hodgson, est une espèce de passereaux de la famille des Paradoxornithidae, longtemps incluse dans le genre Alcippe.

## Répartition et sous-espèces
Selon la classification de référence du Congrès ornithologique international (15.1, 2025) elle se répartit en huit sous-espèces (ordre phylogénique) :
- F. v. kangrae Ticehurst & Whistler, 1924 — ouest de l'Himalaya ;
- F. v. vinipectus (Hodgson, 1837) — centre de l'Himalaya ;
- F. v. chumbiensis Kinnear, 1939 — est de l'Himalaya ;
- F. v. austeni (Ogilvie-Grant, 1895) — au sud du Brahmapoutre ;
- F. v. ripponi (Harington, 1913) — Chin Hills ;
- F. v. perstriata Mayr, 1941 — nord-est de la Birmanie et ouest du Yunnan ;
- F. v. valentinae (Delacour & Jabouille, 1930) — Hoàng Liên Sơn ;
- F. v. bieti (Oustalet, 1892) — monts Hengduan et du centre de la Chine.

## Synonymes
- Mesia vinipectus (protonyme)
Hodgson, 1838
- Alcippe vinipectus (Hodgson, 1838)